# John C. Griffith

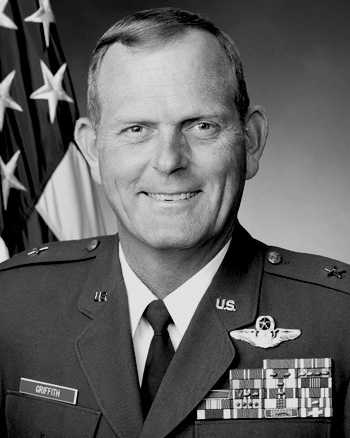
Griffin im Mai 2009

 John C. Griffith (* 10. Januar 1942 in Gadsen, Etowah County, Alabama) ist ein pensionierter Generalleutnant der United States Air Force. Er war unter anderem Kommandeur der 2. Luftflotte (Second Air Force).
Über das ROTC-Programm der University of Alabama gelangte er im Jahr 1963 in das Offizierskorps der United States Air Force. Dort durchlief er anschließend alle Offiziersränge vom Leutnant bis zum Drei-Sterne-General.
Im Lauf seiner militärischen Karriere absolvierte er verschiedene Kurse und Schulungen. Dazu gehörten unter anderem eine Ausbildung zum Kampfpiloten und weitere Fortbildungskurse als Pilot neuer Flugzeugtypen; die Squadron Officer School auf der Maxwell Air Force Base in Alabama; das Air Command and Staff College, ebenfalls auf der Maxwell AFB, und das National War College in Fort Lesley J. McNair in Washington, D.C. Außerdem erhielt er einen akademischen Grad von der Auburn University.
In seinen frühen Jahren als Offizier der Luftwaffe war er auf verschiedenen Stützpunkten stationiert. Dabei war er als Pilot, Flugausbilder oder Stabsoffizier bei unterschiedlichen Einheiten tätig. Dazwischen absolvierte er die erwähnten Schulungen. Zwischen August 1968 und August 1969 war er im Vietnamkrieg eingesetzt. Dabei war er auf der Bien Hoa Air Base stationiert und für die Luftaufklärung zweier Infanteriedivisionen der United States Army tätig. Dabei flog er 280 Kampfeinsätze.
Nach seiner Rückkehr setzte er seine Laufbahn in den Vereinigten Staaten fort. Auf der Johnson Air Force Base in North Carolina kommandierte er als Oberstleutnant Anfang der 1980er Jahre zunächst die 335. und dann die 336. Taktische Kampfstaffel (335th and 336th Tactical Fighter squadrons). Nach seinem anschließenden Studium am National War College bis zum Juni 1983 wurde er Stabsoffizier in der Personalabteilung des Hauptquartiers der Air Force. Dort verblieb er bis zum März 1985. Es folgte eine Versetzung zur Reese Air Force Base in Texas, wo er zwischen März 1985 und Juli 1986 die 64th Air Base Group kommandierte.
Anschließend erhielt er auf der Laughlin Air Force Base, ebenfalls in Texas, den Oberbefehl über das 47. Ausbildungsgeschwader (47th Flying Training Wing). Diese Aufgabe erfüllte er zwischen Juli 1986 und Juli 1987. Anschließend übernahm er auf der Randolph Air Force Base (Texas) die Leitung der Stabsabteilung für Personal beim damaligen Air Training Command. Diesen Posten hatte er bis zum März 1988 inne. Danach war er bis zum September 1989 Stabsoffizier (director of assignments) beim Air Force Military Personnel Center, ebenfalls auf der Randolph AFB.
Seine nächste Mission führte ihn zur Hill Air Force Base in Utah. Zwischen September 1989 und April 1992 war John Griffith dort stellvertretender Kommandeur des Ogden Air Logistics Centers. Anschließend übernahm er auf der Keesler Air Force Base in Mississippi das Kommando über das Keesler Training Center. Diese Aufgabe erfüllte er zwischen April 1992 und Juni 1993. Am 1. Juli 1993 erhielt er ebenfalls auf der Keesler AFB den Oberbefehl über die 2. Luftflotte, den er bis zum 13. Juni 1995 innehatte. Während dieser Zeit war er von November 1994 bis Februar 1995 für kurze Zeit im Nahen Osten eingesetzt, wo er die dort eingesetzten gemeinsamen Streitkräfte (Joint Task Force, Southwest Asia) kommandierte.
Sein letzter Auftrag führte ihn erneut zur Randolph Air Force Base in Texas. Dort übernahm er im Juni 1995 die Position des stellvertretenden Kommandeurs des Air Education and Training Commands. Dieses Amt hatte er bis zum 1. April 1998 inne. Anschließend schied er aus dem aktiven Militärdienst aus. 
Während seiner aktiven Zeit als Militärpilot absolvierte er über 4600 Flugstunden auf verschiedenen Flugzeugtypen.

## Daten der Beförderungen
| Abzeichen | Rang               | Jahr             |
| --------- | ------------------ | ---------------- |
|           | Second Lieutenant  | 2. Juni 1963     |
|           | First Lieutenant   | 30. März 1965    |
|           | Captain            | 2. April 1967    |
|           | Major              | 1. Juli 1974     |
|           | Lieutenant Colonel | 1. Oktober 1979  |
|           | Colonel            | 1. November 1983 |
|           | Brigadier General  | 1. Oktober 1989  |
|           | Major General      | 1. August 1992   |
|           | Lieutenant General | 13. Juni 1995    |

## Orden und Auszeichnungen
John Griffith erhielt im Lauf seiner militärischen Laufbahn unter anderem folgende Auszeichnungen:
- Air Force Distinguished Service Medal
- Legion of Merit
- Bronze Star Medal
- Distinguished Flying Cross
- Air Medal
- Air Force Commendation Medal
- Army Commendation Medal
- Vietnam Service Medal
- Southwest Asia Service Medal
- Gallantry Cross (Südvietnam)